# Tennistoernooi van Londen

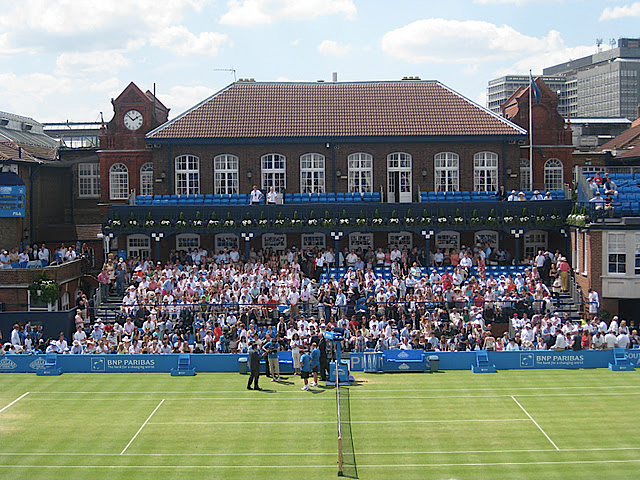
Het center court in Londen

Het tennistoernooi van Londen, gewoonlijk aangeduid als Queen's, is een jaarlijks toernooi dat wordt gespeeld op de gras-buitenbanen van de Queen's Club in Londen, de hoofdstad van het Verenigd Koninkrijk. De officiële naam is Queen's Club Championships. 
Het toernooi bestaat uit twee delen:
- WTA-toernooi van Londen (vrouwen)
- ATP-toernooi van Londen (mannen)

De geschiedenis van het toernooi gaat terug tot 1881 en het wordt sinds 1890 gehouden bij de Queen's Club in West-Kensington, een stadsdeel van Londen. Tot en met 1973 was het zowel een toernooi voor de vrouwen als voor de mannen. Van 1974 tot 1976 werd het niet gehouden, daarna was er tot 2024 alleen een mannentoernooi. Vanaf 2025 wordt er weer door beide geslachten gestreden om de titel.
Het toernooi geldt als een voorbereiding op Wimbledon.
ATP-toernooi van Londen‎ – WTA-toernooi van Londen

1968 · 1969 · 1970 · 1971 · 1972 · 1973 · geen toernooi 1974–1976 · ATP-toernooi 1977–2024 · 2025